# 巴森海姆
巴森海姆是德国莱茵兰-普法尔茨州的一个市镇。总面积14.76平方公里，总人口2930人，其中男性1456人，女性1474人（2011年12月31日），人口密度199人/平方公里。

## 友好城市
- 法國 普格莱索